# كارين هالبيرج
كارين هالبيرج (بالإسبانية: Karen Hallberg)‏ هي باحثة وفيزيائية أرجنتينية، ولدت في 10 مايو 1964 في روساريو في الأرجنتين.